# رمضان في لبنان

## المسلمون في لبنان
يشكل المسلمون في الجمهورية اللبنانية نسبة معتبرة تقارب الثلثين من مجموع السكان، وبنسب متقاربة بين السنّة والشيعة،
حيث يتوزع أهل السنة والجماعة في المدن الكبرى كالعاصمة بيروت، وكذا في المدن الريفية، في حين يتواجد الشيعة في جنوب لبنان، وفي الضاحية الجنوبية (بيروت).

## عادات وتقاليد رمضان
تنتشر خلال شهر رمضان كثير من العادات والتقاليد، والتي تختلف من منطقة لأخرى.

### حسب المنطقة

#### بيروت
تنتشر في العاصمة عادة قديمة تسمى «سيبانه رمضان» وهي عبارة عن نزهة لإحدى الشواطئ في آخر يوم من شعبان، وتخصص لتناول ما يشتهيه الناس من المأكولات والمشروبات وحتى الحلويات إستعدادا للامتناع عنها في النهار طيلة أيام شهر رمضان.

#### طرابلس
يتوافد كثير من الناس على الأثر النبوي «شعرة النبي» المتواجد في المسجد المنصوري الكبير، وتجوب بعض الفرق الصوفية الشوارع مرددين المدائح الدينية، الأناشيد، والقصائد الشعرية.

#### صيدا
تتزين شوارع المدينة بفوانيس رمضان التي يتم تعليقها على البيوت والدكاكين، بالإضافة للفرق الصوفية التي تحتفل بقدوم الشهر الفضيل.

#### الجنوب
تتميز القرى التي تقع جنوب البلاد بالحفاظ على عادة المسحراتي الذي يجوب الشوارع وقت السحور لإيقاظ الناس، حيث يقرع على طبلة صغيرة مرددا بعض العبارات مثل يا نائم وحّد الدائم، وعبارة يا ناس قوموا على سحوركم.. جاء رمضان ليزوركم.

### مدفع رمضان
لازال المسلمون في لبنان يحافظون على عادة مدفع رمضان التي يعود تاريخها إلى عهد الدولة الفاطمية، وذلك من أجل إعلام الناس بحلول أوقات الإمساك والإفطار.
ورغم تطور الإعلام إلا أن اللبنانيين ينتظرون سماع دوي المدفع الذي يعطي شهر رمضان ذوقه الخاص، ويتولى الجيش اللبناني القيام بهذه المهمة في عدة مدن مثل بيروت، بعلبك، طرابلس، صيدا، الضاحية الجنوبية، ومدينة صور.

### الخيم الرمضانية
شهدت بيروت في أوقات سابقة إقبالا كبيرا على هذه الخيم، إلا أنها بدأت بالزوال تدريجيا خلال السنوات الأخيرة خاصة مع تحولها من أماكن مخصصة للقيام بوجبات إفطار مجانية وعرض نشاطات ترفيهية إلى مقاهي تجارية تعرض المسلسلات.

## مأكولات رمضان
يعرف المطبخ اللبناني بغناه وتنوعه، وفي شهر رمضان خصوصا تتوفر موائد العائلات اللبنانية على الكثير من الأطباق أبرزها «الحساء» بأنواعه، «سلطة الفتوش»، «التبولة»، «الطحينة بالحمص»، «حمص الشام المتبل»، و«الملوخية».
كما تعرف موائد اللبنايين مشروبات خاصة بهذا الشهر الكريم في صورة «الجلاب»، «التمر الهندي»، «عرقسوس»، «الخروب»، و«قمر الدين».
بالإضافة إلى الحلويات الرمضانية التي تعطي للسهرات ذوقا خاصا، ولعل أبرزها: «القطايف»، «المشبك»، «الشعيبيات»، «الكنافة»، «والأرز بالحليب»، وكذلك المكسرات من لوز وجوز وفستق.

## العبادات الدينية
يحيي المسلمون في لبنان أيام الشهر الفضيل بالصلاة وقراءة (القرآن) والدعاء، ويكون ذلك في سواء في المسجد أو الزاوية (مدرسة)، أو حتى في «التكية»، كما يحرص الكثيرون على أداء صلاة التراويح.

## البرامج التلفزيونية
تقوم القنوات التلفزيونية اللبنانية في الشهر الكريم بتغيير مخطط برامجها، إذ تحرص على بث أنواع معينة منها، كالبرامج الوعظية ذات الطابع الديني، وكذا مسابقات القرآن الكريم، بالإضافة للأعمال الكوميدية والمسلسلات الدرامية.

## مشكل غلاء الأسعار
كحال أغلب شعوب الوطن العربي يشتكي سكان لبنان من ارتفاع أسعار مختلف المواد الغذائية في الأيام التي تسبق شهر رمضان.

## العمل الخيري
تتسابق الجمعيات الخيرية في لبنان خلال شهر رمضان على تقديم وجبات إفطار مجانية للفقراء في مختلف مناطق البلاد. ويحظى اللاجئون السوريون والفلسطينيون بقسط كبير من هذه الأعمال الخيرية، خاصة أنهم يشكلون نسبة كبيرة من السكان، حيث يصل عدد اللاجئين من سوريا إلى 1,5 مليون شخص، ومن فلسطين حوالي نصف مليون شخص.

## وصلات خارجية

### مواقع
- بوابة العين الإخبارية
- موقع طقس العرب
- موقع فرانس24
- بوابة الوفد الالكترونية

عادات وتقاليد رمضان،
مأكولات رمضان،
الخيم الرمضانية،